# Übersaxen
Übersaxen é um município da Áustria, situado no distrito de Feldkirch, no estado de Vorarlberg. Tem 5,76 km² de área e sua população em 2019 foi estimada em 621 habitantes.